# 秋吉優衣
秋吉 優衣（あきよし ゆい、12月21日 - ）は、日本の女性声優。茨城県出身。アクセルワン準所属。

## 来歴
「老若男女様々な役を演じるチャンスがあるのは声優かな」と思い、声優を目指した。小さい頃から舞台に立ち、芝居をすることが好きだったため、 役者を目指したきっかけははっきり覚えておらず、自然と夢になっていったという。
高校1年生の時にオーディションを受け、アクセルゼロに入所した。

## 人物
声質は中低音、少しハスキー。音域は地声でG - C、ミックスでC♯ - D、ファルセットでE♭ - 。
資格は普通自動車免許。
趣味は水族館でタコを見る、舞台鑑賞、ドライブ。特技は歌唱、ジャズダンス、トランペット。

## 出演

### テレビアニメ
- さよなら私のクラマー（2021年、チャント）
- 忍たま乱太郎（2023年、客）
- 想星のアクエリオン Myth of Emotions（2025年、通行人）

### ゲーム
- 超探偵事件簿 レインコード（2023年）

### 吹き替え

#### 映画
- この茫漠たる荒野で
- 20世紀のキミ（ヨンドゥ〈ノ・ユンソ〉）
- マーズ（レミ）
- 私は世界一幸運よ（ベス）

#### ドラマ
- アブセンシア〜FBIの疑心〜 シーズン3
- ウィッチャー 血の起源
- ギークガール（ナット〈ロシェル・ハリントン〉)
- クィア・アズ・フォーク
- クリックベイト（アリソン）
- グリッチ -青い閃光の記憶-（セヒ〈チェ・スイム〉）
- ゴーストライター
- サルファー・スプリングスの秘密（サバンナ）
- 神話クエスト:レイヴンズ・バンケット
- スハウエンダム〜12の疑惑〜（アリス・ドロスト）
- バイオハザード
- ペーパー・ハウス・コリア: 統一通貨を奪え（ナイロビ〈チャン・ユンジュ〉）
- 保健教師アン・ウニョン
- 迷宮のアリス

#### アニメ
- 悪魔城ドラキュラ -キャッスルヴァニア- シーズン4
- ウィッチャー 狼の悪夢
- スマーフ（ウィロー）
- パンダのシズカ